# Distrito de Jalaun
Jalaun (en hindi; जालौन) es un distrito de India en el estado de Uttar Pradesh. Código ISO: IN.UP.JL.
Comprende una superficie de 4 565 km².
El centro administrativo es la ciudad de Jalaun.

## Demografía
Según censo 2011 contaba con una población total de 1 670 718 habitantes.